# Straßenbahn Kamjanske

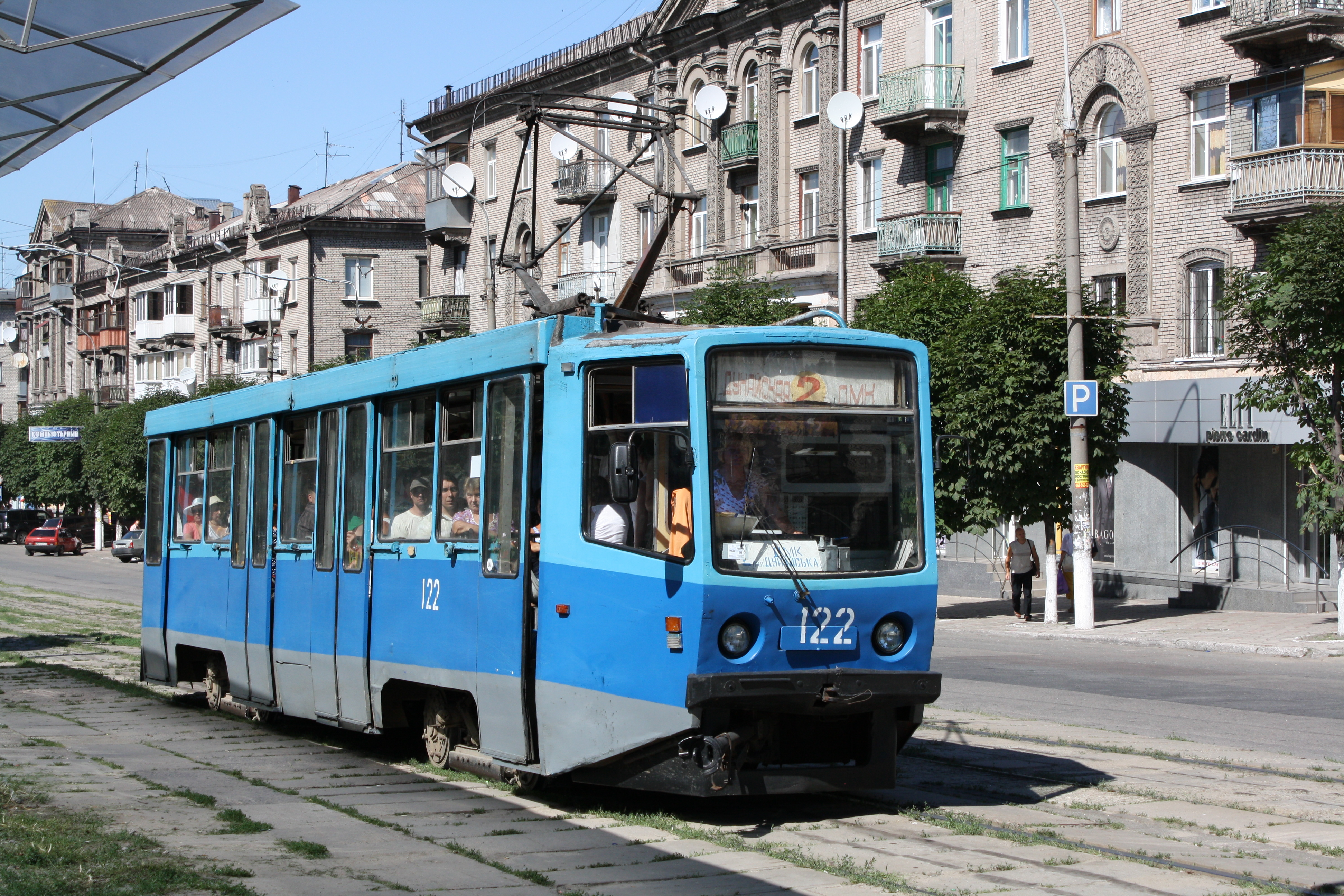
Triebwagen 122 des Typs 71-608M (2010)

Die Straßenbahn Kamjanske  verkehrt in der ukrainischen Stadt Kamjanske (bis 2016 Dniprodserschynsk) und wurde am 27. November 1935 eröffnet. Die Straßenbahn wurde in der russischen Breitspur gebaut.

## Geschichte
Die Bahn hat seit ihrer Gründung eine langsame, aber stetige Ausdehnung erfahren. Sie umfasst heute insgesamt fünf Linien. Gefahren wird fast ausschließlich mit Fahrzeugen von ČKD Tatra. 1994 hatte die Bahn insgesamt 175 Fahrzeuge und beförderte auf knapp 83 Kilometern Strecke rund 94.000.000 Fahrgäste.
Am 6. Juli 1996 ereignete sich eines schwersten Unglücke mit Beteiligung einer Straßenbahn. Auf einer abschüssigen Bahn versagten bei einem Zug, welcher in Doppeltraktion fuhr, die Bremsen und er stieß mit einem kreuzenden Zug zusammen. Insgesamt waren 34 Tote und 100 Verletzte zu beklagen. Daraufhin wurden Doppeltraktionen verboten.